# Camp del Barcarès

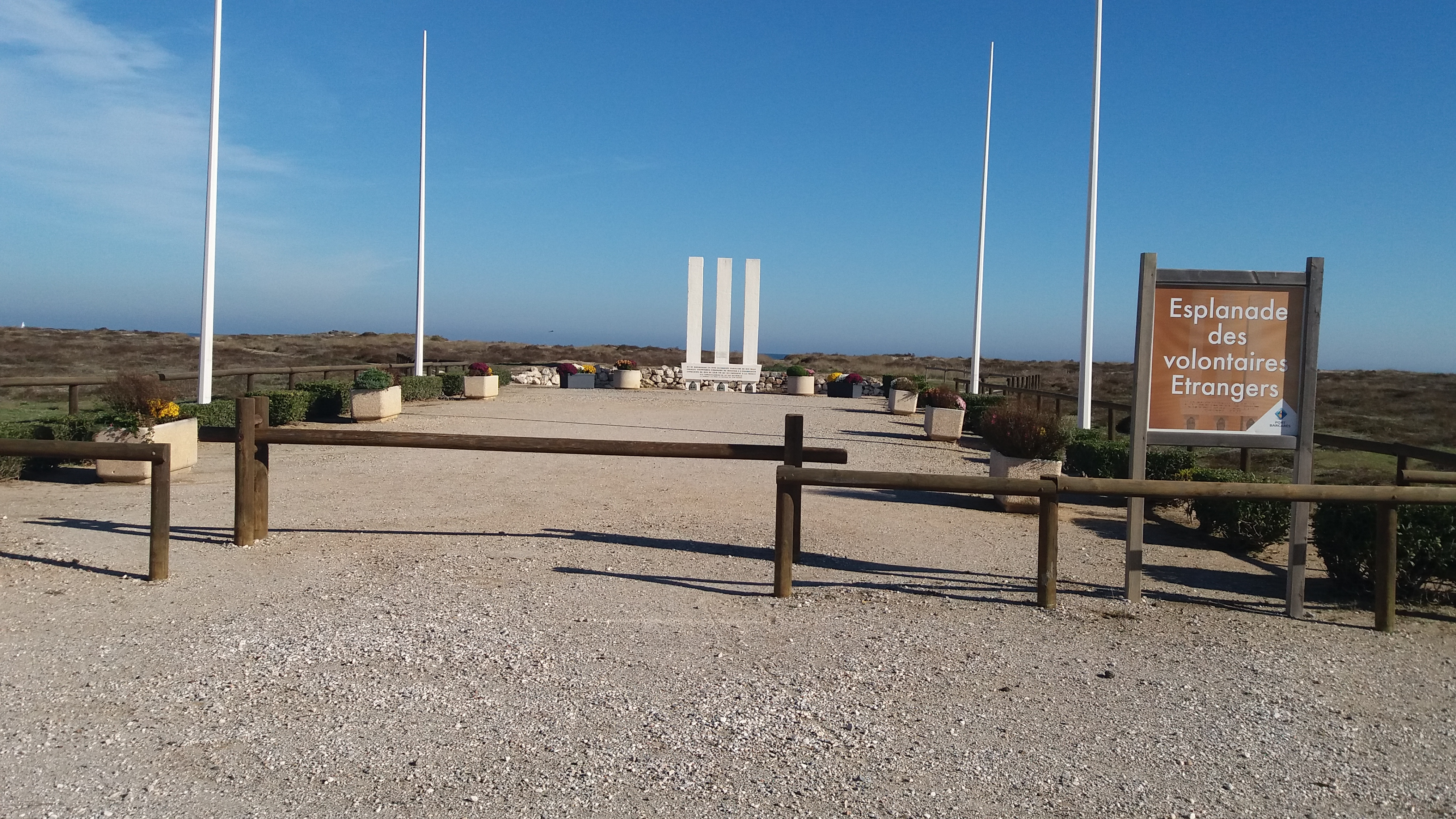
El Camp del Barcarès

El camp del Barcarès va ser un camp d'internament francès de republicans espanyols en retirada que es va fer a la platja del poble rossellonès del Barcarès, a la Catalunya del Nord.
Estava situat just al nord de l'actual nucli de Port Barcarès, arran de platja, a llevant de la Codalera i al sud del modern nucli creat a la platja del nord del Barcarès.

## Història

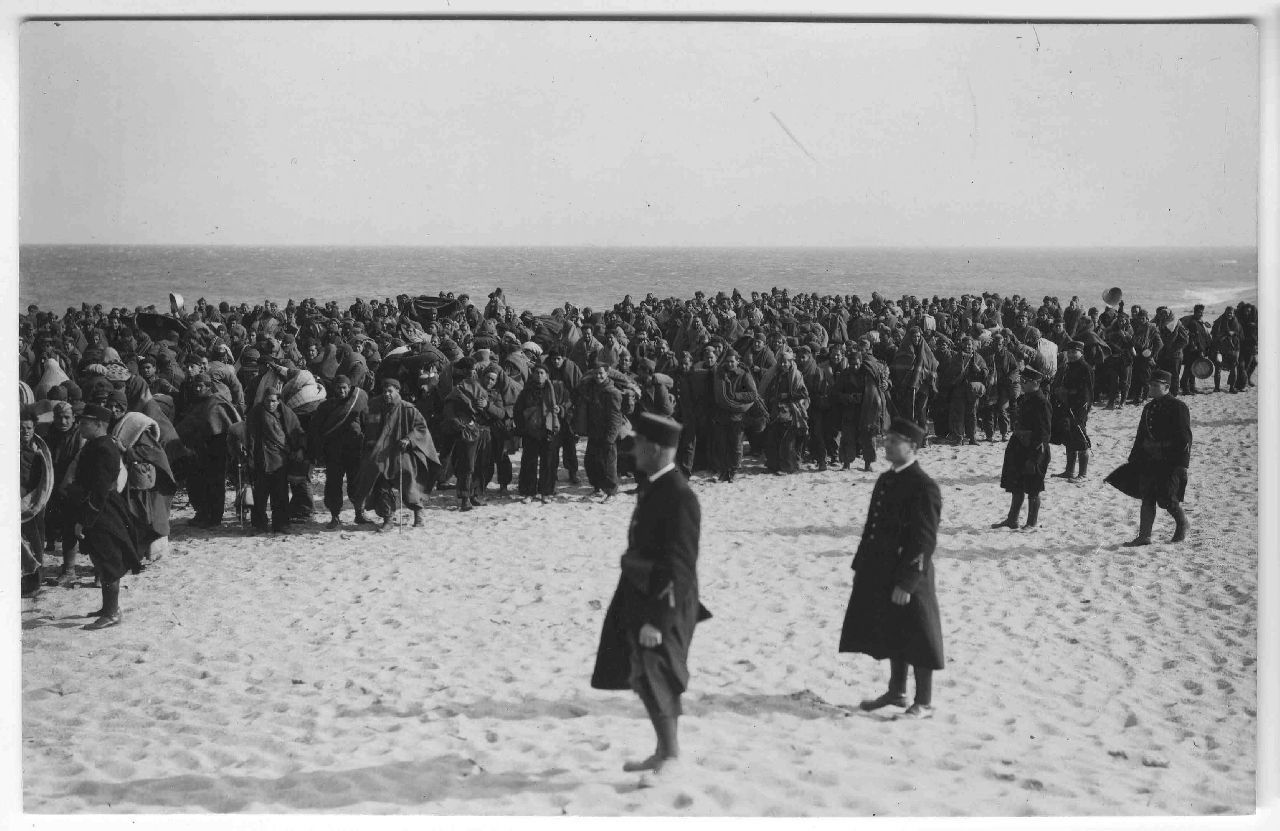
Arribada de refugiats republicans al camp de concentració del Barcarès procedents del d'Argelers

Es va construir en quatre setmanes i fou obert a cuita-corrents el 18 de febrer del 1939. Considerat inicialment com un camp provisional, era fet de barracons alçats sobre la sorra de la platja i acollí en condicions molt penoses refugiats que, en general, procedien de dos altres camps de refugiats rossellonesos: el d'Argelers i el de Sant Cebrià. Dissenyat per a 31.500 persones, al juny del 1939 n'arribà a tenir entre 60 i 80.000, que es distribuïen en 18 illots de 25 barracons cadascun. Per bé que no era nominalment de caràcter repressiu com ho podia ser un camp de concentració, el perímetre era vigilat i no se'n permetia la sortida si no era amb autorització.
A l'esclatar la Segona Guerra Mundial va esdevenir també un camp d'instrucció de diversos voluntaris del camp per lluitar contra la invasió nazi. Molts dels internats veien el combat contra els alemanys com una sortida a la seva situació de clausura. El setembre del 1939 el camp va ser posat sota l'autoritat militar per formar tres regiments de soldats. Després de l'armistici del 1940, el govern de Vichy emprà el camp del Barcarès com a punt de concentració de companyies de treballadors estrangers que eren destinades a poblacions de la Zona Lliure (la França de Vichy, per contraposició a la França Ocupada pels alemanys). El camp va ser dissolt a finals del 1942, i els internats que hi restaven foren traslladats a altres camps.
El pintor i dibuixant Josep Subirats, empresonat al camp, en deixà una constància documental que ha estat exposada recentment (2011) al Museu memorial de l'Exili a la Jonquera. Així mateix, de l'artista i poeta d'origen andalús Manolo Valiente (1908-1991) -que esdevindria nord-català per adopció- se n'ha fet recentment (2011) una exposició a la "Maison des Arts" del Barcarès, exhibint-hi les obres que pinta al camp en objectes recollits a la platja: trossos de fusta, pedres o ossos polits.